# L'acrobata
L'acrobata è un dipinto a olio su carta montato su tela (44,5x33 cm) realizzato nel 1914 dal pittore Marc Chagall.
È conservato nell'Albright-Knox Art Gallery di Buffalo.